# شرکت آرمه
شرکت آرمه قبل از انقلاب بزرگ‌ترین شرکت ساختمانی در تاریخ ایران - یک شرکت ایرانی - اسرائیلی که در سال ۱۳۵۸ منحل شد. پایه‌گذار طرح ونک‌پارک. این شرکت بعدها به ۳ نهاد  سازمان توسعه راه‌های ایران، شرکت ساختمانی ونک پارک و شرکت توسعه عمران تقسیم شد.
این شرکت همچنین سازنده  سردر دانشگاه تهران در سال ۱۳۴۸ نیز بوده‌است.